# Stjärnan (1959)
Stjärnan (tyska: Sterne) är en östtysk-bulgarisk krigsfilm från 1959 i regi av Konrad Wolf.

## Utmärkelser
Filmen vann Prix du Jury vid Filmfestivalen i Cannes 1959.

## Rollista i urval
- Sascha Kruscharska - Ruth
- Jürgen Frohriep - Walter
- Erik S. Klein - Kurt
- Stefan Pejtschew - Bai Petko
- Georgi Naumow - Blashe
- Ivan Kondow - Ruths far
- Milka Tujkow - partisanen
- Stiljan Kunew - doktorn
- Naitscho Petrow - polischefen